# Anthony E. Gonzalez
Pour les articles homonymes, voir Anthony Gonzalez.
(en) Statistiques sur pro-football-reference
Anthony E. Gonzalez, né le 18 septembre 1984 à Cleveland, est un homme politique américain et ancien joueur professionnel de football américain.
Membre du Parti républicain, il est élu à la Chambre des représentants des États-Unis en 2018.

## Biographie

### Jeunesse et famille
Anthony Gonzalez est né et a grandi à Cleveland, dans l'Ohio. Son père Eduardo arrive aux États-Unis en 1961, alors qu'il fuit Cuba et le régime castriste. Eduardo joue dans l'équipe de football américain de l'université du Michigan dans les années 1970 avant de devenir dirigeant d'un groupe industriel sidérurgique basé à Cleveland.

### Carrière sportive
Gonzalez est la vedette de son équipe de football américain à la St. Ignatius High School de Cleveland, où il occupe le poste de wide receiver. Après son diplôme de fin d'études, il obtient une bourse et rejoint l'équipe football américain  des Buckeyes représentant l'université d'État de l'Ohio. Il est surnommé The Catch (« la prise ») après une réception en dernière minute permettant à son équipe de battre en 2005 les Wolverines de l'université du Michigan. En 2007, il est diplômé en philosophie de l'université.
Il est sélectionné en tant que 32e choix global lors du premier tour de la draft 2007 de la NFL par la franchise des Colts d'Indianapolis. Durant la saison de 2008, il est un des trois meilleurs joueurs de l'équipe en termes de réception. Après cinq saisons passées à Indianapolis, il totalise 99 réceptions, 1 307 yards et 7 touchdowns,. Victime de plusieurs blessures aux genoux, il n'est que peu présent sur le terrain : il ne joue ainsi qu'un match en 2009, deux matchs en 2010 et huit matchs en 2011. En mars 2012, il rejoint les Patriots de la Nouvelle-Angleterre espérant s'y relancer après n'avoir participé qu'à 11 matchs en trois saisons,. Il est cependant libéré de ses engagements deux mois plus tard.
Gonzalez se retire alors du football américain professionnel et s'inscrit dans la foulée à l'université Stanford. Il y obtient une maîtrise en administration des affaires et travaille comme directeur de l'exploitation d'une société spécialisée dans la technologie éducative à San Francisco.

#### Statistiques
| Année       | Équipe                | Statut      | MJ |     | Passes réceptionnées | Passes réceptionnées | Passes réceptionnées | Passes réceptionnées |       | Courses | Courses | Courses | Courses |
| Année       | Équipe                | Statut      | MJ | Nb. | Yards                | Moy.                 | TD                   | Nb.                  | Yards | Moy.    | TD      |         |         |
| 2004        | Buckeyes d'Ohio State | So.         | 8  | 8   | 179                  | 23,4                 | 2                    | -                    | -     | -       | -       |         |         |
| 2005        | Buckeyes d'Ohio State | Jr.         | 12 | 28  | 373                  | 13,3                 | 3                    | 1                    | 8     | 8       | 0       |         |         |
| 2006        | Buckeyes d'Ohio State | Sr.         | 13 | 51  | 734                  | 14,4                 | 8                    | 2                    | 28    | 14      | 0       |         |         |
| Totaux NCAA | Totaux NCAA           | Totaux NCAA | 33 | 87  | 1286                 | 14,8                 | 13                   | 3                    | 36    | 12      | 0       |         |         |

| Année      | Équipe               | MJ |     | Passes réceptionnées | Passes réceptionnées | Passes réceptionnées | Passes réceptionnées |       | Courses | Courses | Courses | Courses |
| Année      | Équipe               | MJ | Nb. | Yards                | Moy.                 | TD                   | Nb.                  | Yards | Moy.    | TD      |         |         |
| 2007       | Colts d'Indianapolis | 13 | 37  | 576                  | 15,6                 | 3                    | -                    | -     | -       | -       |         |         |
| 2008       | Colts d'Indianapolis | 16 | 57  | 664                  | 11,6                 | 4                    | -                    | -     | -       | -       |         |         |
| 2009       | Colts d'Indianapolis | 1  | -   | -                    | -                    | -                    | -                    | -     | -       | -       |         |         |
| 2010       | Colts d'Indianapolis | 2  | 5   | 67                   | 13,4                 | 0                    | -                    | -     | -       | -       |         |         |
| 2011       | Colts d'Indianapolis | 8  | -   | -                    | -                    | -                    | -                    | -     | -       | -       |         |         |
| Totaux NFL | Totaux NFL           | 40 | 99  | 1 307                | 13,2                 | 7                    | -                    | -     | -       | -       |         |         |

| Année      | Équipe               | MJ |     | Passes réceptionnées | Passes réceptionnées | Passes réceptionnées | Passes réceptionnées |       | Courses | Courses | Courses | Courses |
| Année      | Équipe               | MJ | Nb. | Yards                | Moy.                 | TD                   | Nb.                  | Yards | Moy.    | TD      |         |         |
| 2007       | Colts d'Indianapolis | 1  | 4   | 79                   | 19,8                 | 1                    | -                    | -     | -       | -       |         |         |
| 2008       | Colts d'Indianapolis | 1  | 6   | 97                   | 16,2                 | 0                    | -                    | -     | -       | -       |         |         |
| Totaux NFL | Totaux NFL           | 2  | 10  | 176                  | 17,6                 | 1                    | -                    | -     | -       | -       |         |         |

### Carrière politique
En 2018, le républicain Jim Renacci choisit de se présenter au Sénat et renonce à son siège à la Chambre des représentants des États-Unis. Gonzalez décide alors que revenir dans la région de Cleveland avec sa nouvelle épouse qui attend leur premier enfant. Il se porte candidat aux élections législatives de 2018 dans le 16e district. La circonscription, dessinée en faveur des républicains, comprend une partie des banlieues de Cleveland, Akron et Canton. Lors de la primaire républicaine, il représente l'aile pro-entreprise du Parti républicain, en recevant le soutien de la Chambre de commerce des États-Unis. Face à lui se trouve la représentante d'État Christina Hagan, proche du Tea Party et de la droite du parti, ainsi que le médecin Michael Grusenmeyer,. Il remporte la primaire dès le premier tour avec 53 % des voix, devançant Hogan à 41 %. Dans cette circonscription qui a donné une victoire de 16 points à Donald Trump en 2016, il devient le favori pour remporter l'élection. Il est élu représentant des États-Unis avec 56,7 % des suffrages. Il est réélu avec 63,2 % des voix en 2020 face au démocrate Aaron Godfrey.

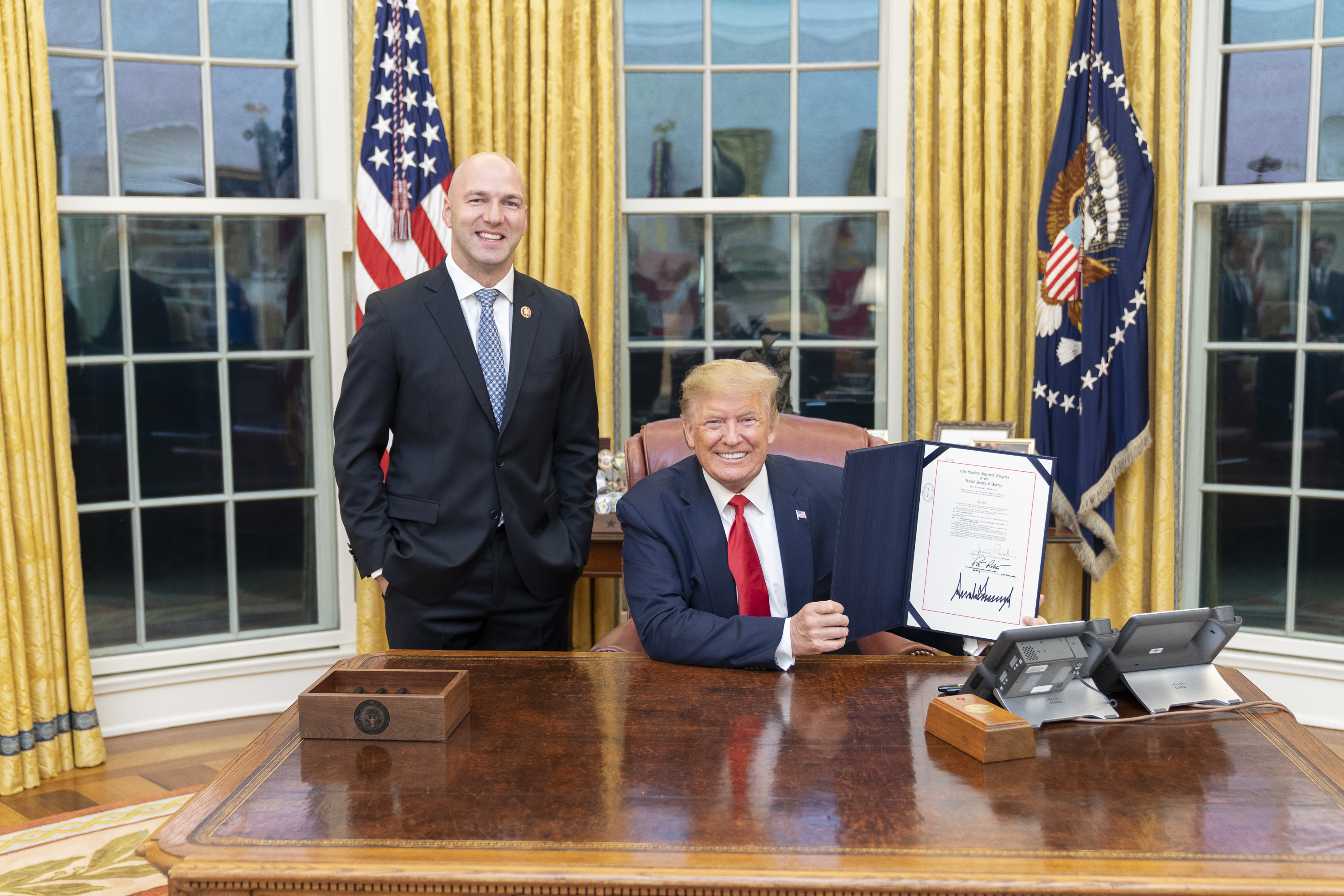
Anthony Gonzalez et Donald Trump en 2020.

Au Congrès, il travaille notamment avec le représentant démocrate du Texas Colin Allred, également joueur NFL, sur les questions liées aux infrastructures et à l'aide aux victimes de traumas crâniens dans le sport. Ils participent ensemble à des réunions publiques. À l'automne 2019, il présente une proposition de loi visant à permettre aux athlètes professionnels des universités américaines de pouvoir gagner de l'argent sur leur nom ou leur image.
Le 13 janvier 2021, après l'assaut du Capitole des États-Unis par des partisans de Donald Trump le 6 janvier, qui fait cinq morts et des dizaines de blessés, la Chambre des représentants approuve la mise en accusation de Donald Trump pour « incitation à l'insurrection » à 232 voix (dont 10 républicains) contre 197,,. Anthony Gonzalez fait alors partie, aux côtés de Liz Cheney, des 10 républicains qui se joignent aux démocrates pour voter la mise en accusation de Donald Trump.
Le 14 janvier, de retour dans son État de l'Ohio, Gonzalez est confronté à une pression immédiate et s'empresse de défendre une décision qui pourrait lui nuire politiquement. Interrogé par Bob Frantz, un commentateur de droite de la station de radio locale WHK, Gonzalez déclare que le comportement de Trump avant et pendant l'émeute meurtrière au Capitole « l'a fait basculer ». Il raconte : « Les gens qui ont pris d'assaut le Capitole ont tué un policier. Cinq personnes sont mortes. Le Capitole assiégé. Nous implorons le président d'aider, de se lever, d'aider à défendre le Capitole des États-Unis et le Congrès des États-Unis, qui était attaqué. Nous le supplions et il n'a pas bougé (he was nowhere to be found). OK ? Et donc, dans ce cas, si c'était un pays étranger, Bob, si c'était un adversaire étranger, si c'était un groupe terroriste islamique, si c'était l'Iran, si c'était la Chine, nous enverrions des missiles en ce moment même. Immédiatement ».
Ses propos au sujet de l'absence de réaction de Trump sont cités le 13 février par Jamie Raskin durant le second procès en destitution de Donald Trump devant le Sénat.